# Iván Parra
Iván Ramiro Parra Pinto (Sogamoso, 14 oktober 1975) is een Colombiaans voormalig wielrenner.

## Biografie
Iván Parra is de jongere broer van Fabio, een van de beste Colombiaanse renners ooit. Parra werd prof in 1998 bij een klein Colombiaans team. Hij brak een jaar later door met een negende plaats in de Ronde van Spanje (hij reed inmiddels bij het Spaanse Vitalicio Seguros). Zoals veel van zijn landgenoten is Parra een goede klimmer, maar hij kan ook een behoorlijke tijdrit rijden. Parra behaalde een jaar later zijn eerste zege, een etappe in de Ronde van Galicië, maar wist zijn belofte verder niet waar te maken. Ook de twee seizoenen 2001 en 2002, toen hij bij ONCE reed brachten weinig succes. In 2003, toen hij naar Kelme was verhuisd, ging het iets beter en werd hij tweede in een etappe in Parijs-Nice. Een jaar later werd hij zesde in de Ronde van Catalonië en behaalde een tweede plaats in een Vuelta-etappe.
Toch leek Parra's carrière ten einde, totdat hij op het laatste moment een contract kreeg aangeboden bij Colombia - Selle Italia, een ploeg uit zijn eigen land, die jaarlijks de Ronde van Italië als hoofddoel van het seizoen heeft. Parra, inmiddels tijdritkampioen van zijn land, stelde zijn ploeg daar niet teleur: hij viel regelmatig aan en wist twee opeenvolgende zware bergetappes te winnen, waaronder de koninginnenrit van de editie richting Ortisei.

## Belangrijkste overwinningen
2000
- 5e etappe Ronde van Galicië

2001
- 1e etappe Ronde van Catalonië (ploegentijdrit)

2004
- 4e etappe deel A Vuelta de la Paz
- 4e etappe Clásica de Fusagasugá

2005
- Colombiaans kampioen Individuele tijdrit op de weg, Elite
- 13e etappe Ronde van Italië
- 14e etappe Ronde van Italië

2006
- Bergklassement Ronde van Romandië

2008
- Proloog Vuelta a Cundinamarca

2009
- 1e etappe Vuelta a Boyacà

2010
- Proloog Vuelta al Valle del Cauca (ploegentijdrit)
- 4e etappe Vuelta a Cundinamarca
- 1e etappe Clasico RCN (ploegentijdrit)

## Resultaten in voornaamste wedstrijden
| Jaar | Ronde van Italië | Ronde van Frankrijk | Ronde van Spanje |
| ---- | ---------------- | ------------------- | ---------------- |
| 1999 |                  |                     | 9e               |
| 2000 | opgave           |                     | 59e              |
| 2003 |                  | 46e                 |                  |
| 2004 |                  |                     | 34e              |
| 2005 | 20e (2)          |                     |                  |
| 2006 | 16e              | 42e                 |                  |
| 2007 | 13e              | opgave              |                  |

(*) tussen haakjes aantal individuele etappe-overwinningen